# 圣斐理伯圣雅各伯圣殿 (科尔蒂纳丹佩佐)

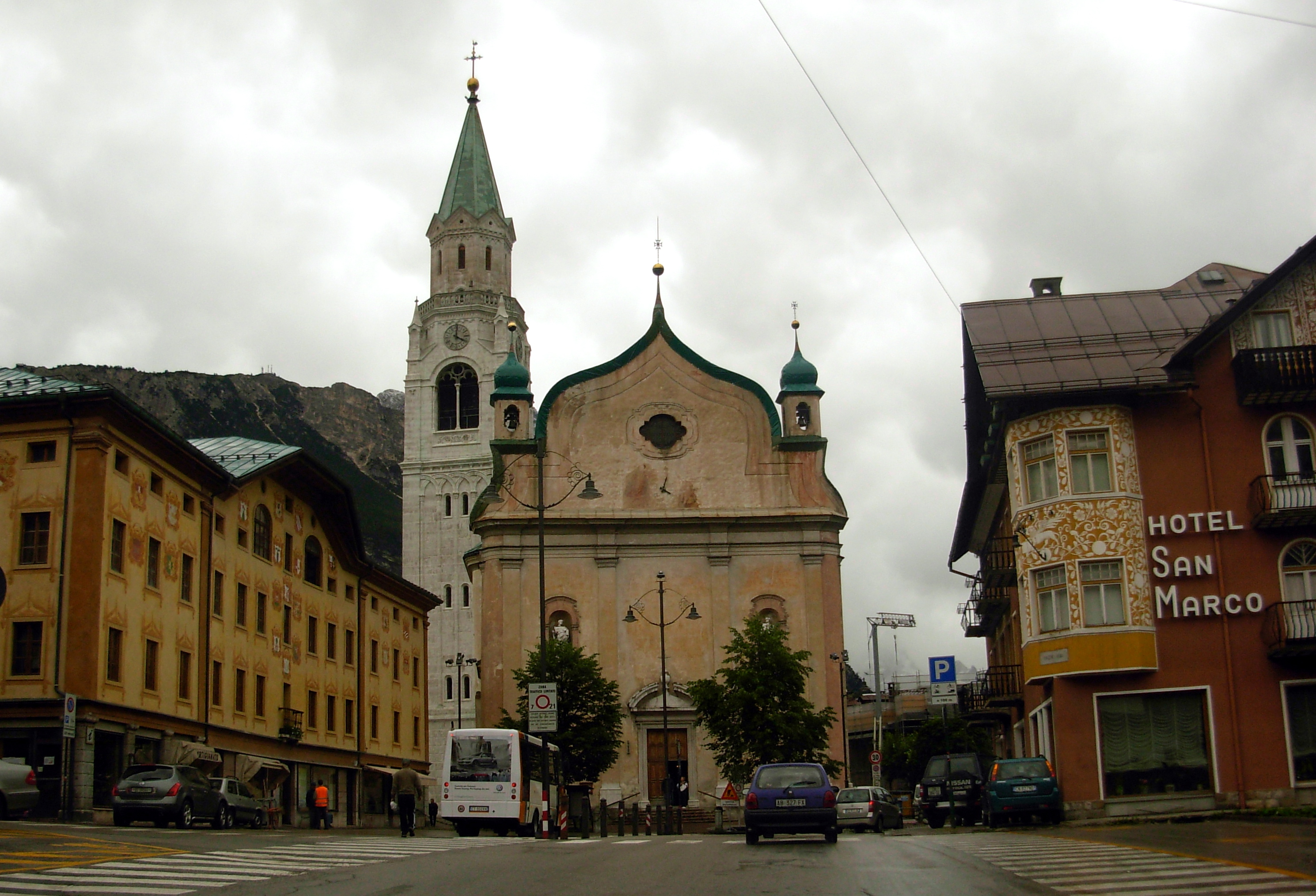
圣斐理伯圣雅各伯圣殿

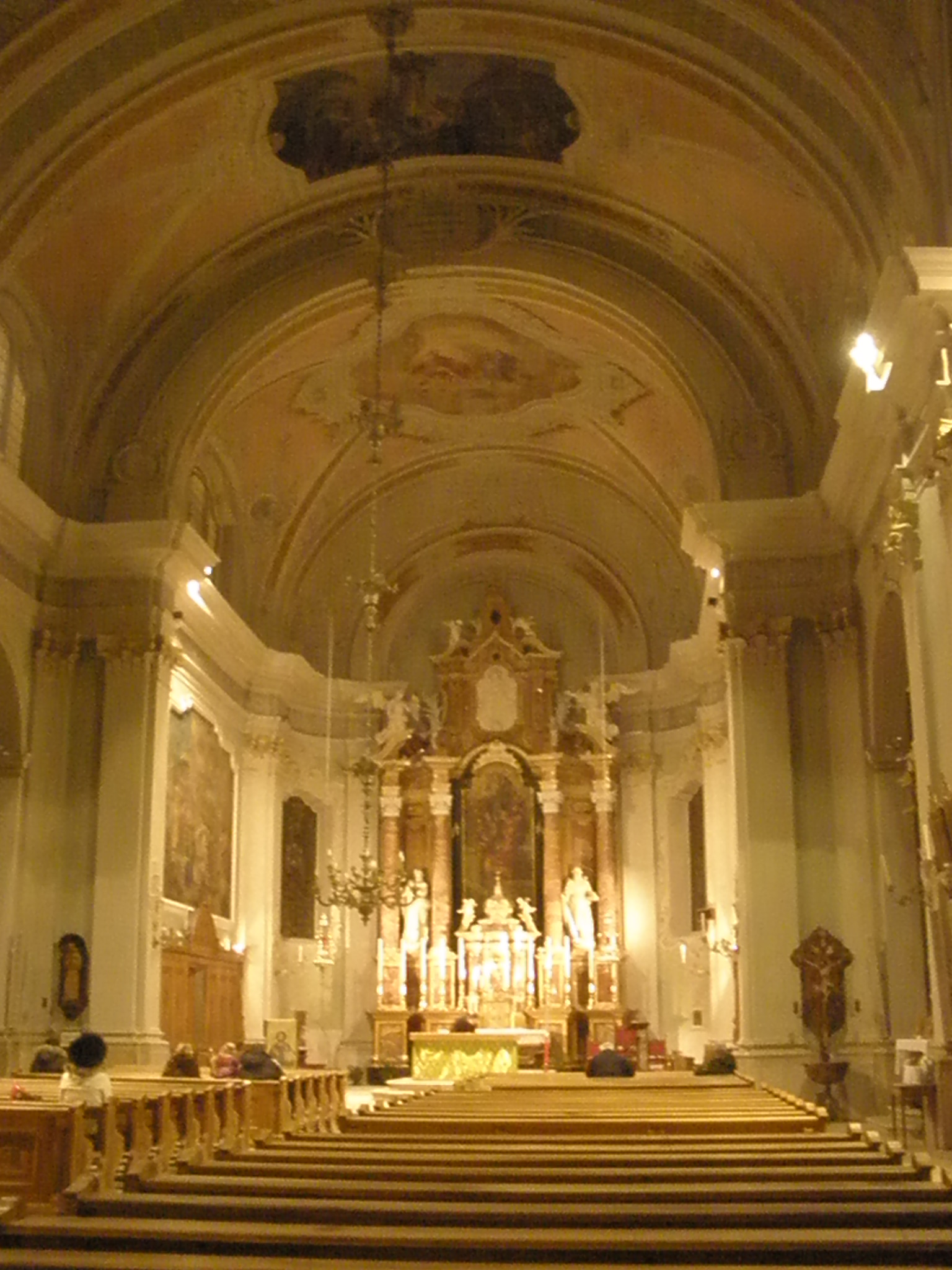
内部

圣斐理伯圣雅各伯圣殿（意大利语：Basilica dei Santi Filippo e Giacomo；德语：Basilika der Heiligen Philippus und Jakobus）是一座罗马天主教宗座圣殿，位于意大利 科尔蒂纳丹佩佐，供奉科尔蒂纳丹佩佐的主保圣人，宗徒圣斐理伯和圣雅各伯。该堂是科尔蒂纳丹佩佐各堂区的母堂，建于1769年至1775年，巴洛克建筑风格，由建筑师约瑟夫·普罗珀格（Joseph Promperg）设计，这个地点曾先后建过两座教堂，分别建于13世纪和16世纪。